# Railway Building
El Railway Building es un edificio proyectado en 1907 y construido entre ese mismo año y 1910 (aunque recién fue habilitado en 1914), en la ciudad de Buenos Aires, Argentina, siendo considerado como el primer "rascacielos" (para la época) de dicha urbe y de toda América Latina.

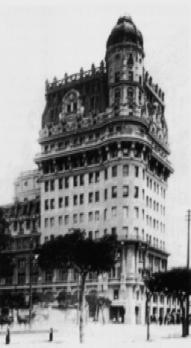
El Railway Building en sus primeros años.

## Historia
A principios del siglo XX, las compañías de ferrocarriles en la Argentina estaba en su mayor parte en manos inglesas (cuando no francesas). A mediados de la década del 1900, las empresas del Ferrocarril del Sud (hoy Roca), el Ferrocarril Central Argentino (hoy Mitre), el Ferrocarril del Oeste (hoy Sarmiento) y el Ferrocarril Buenos Aires al Pacífico (hoy San Martín) decidieron nuclear sus oficinas en un solo edificio.
Para ello, encargaron el proyecto al estudio de arquitectos que ya trabajaba desde la última década especialmente con los ferrocarriles: el de Eustace Lauriston Conder, Paul Bell Chambers y Louis Newbery Thomas. Basados en el diseño del Ansonia Hotel de Nueva York, diseñaron un edificio combinando los gustos del estilo victoriano y el más novedoso estilo eduardiano. En un terreno conformado por dos lotes sobre la Avenida Paseo Colón y la calle Adolfo Alsina, caracterizado por la pendiente de siete metros de diferencia de la barranca generada por el Río de la Plata antiguamente; se proyectó el edificio más alto de Buenos Aires en ese momento.
El Railway Building superaba la altura máxima permitida para la normativa porteña, y fue por eso necesario conseguir una excepción a la regla que aceptaron el Concejo Deliberante y el intendente Carlos Torcuato de Alvear. Fue terminado en 1910 (como lo indica una moldura en su acceso: "A.D. 1910"), pero cuando un periódico de Buenos Aires denunció que la estructura parecía inclinarse y corría riesgo, la inauguración fue suspendida, y recién se ocupó el edificio en 1914. En 1947 pasó a pertenecer a "Ferrocarriles Argentinos" (previa nacionalización de estos), y en 1955 a Aerolíneas Argentinas.

## Descripción

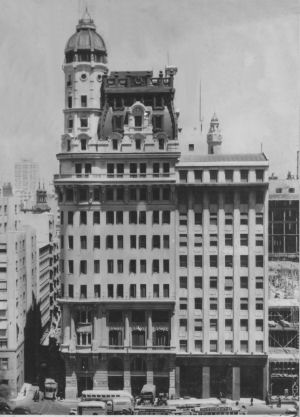
El Railway Building hacia 1950, ya como sede de Aerolíneas Argentinas.

Sus fachadas se encuentran revestidas en granito en planta baja y primer piso, y todo el resto de ellas están revestidas en símil piedra París.
A lo largo de sus diversos destinos, el Railway Building fue progresivamente reformando en su interior, perdiendo la mayor parte de su decoración original, pisos, revestimientos, etc. Fue transferido al Ministerio de Economía en 1994, y en 1996 se realizaron las modificaciones y demoliciones internas necesarias para conectarlo con el Palacio de Hacienda, construcción adyacente. Las diferentes proporciones y módulos de los edificios dificultaron las posibilidades de comunicación, y solo es posible pasar de uno al otro en algunos pisos, mediante rampas y desniveles. En la actualidad posee una batería de 3 ascensores modernos de alta velocidad, instalados junto a la escalera original de mármol, que conserva en todos los pisos los mosaicos antiguos.
El Railway Building posee, a su vez, un acceso desde la barranca de la calle Adolfo Alsina, que por una escalinata lleva directamente al primer piso, con un pequeño vestíbulo decorado con vitrales y molduras. Por él se llega a una segunda sala de ascensores, que sí conserva las herrerías artísticas originales pertenecientes a los 3 ascensores instalados en 1914 (aunque los utilizados actualmente también son modernos), así como el tablero indicador de pisos con aguja, como objeto meramente decorativo. Al mismo tiempo, existe una escalera también revestida en mármol, y la decoración con mosaicos es idéntica a la del acceso por Paseo Colón.